# Алгоритм Ляна — Барського
У комп'ютерній графіці, алгоритм Ляна — Барського це алгоритм відсікання відрізків. Цей алгоритм використовує параметричне рівняння прямої і нерівності, що описують вікно відсікання для визначення перетинів між відрізком і вікном відсікання. За цими перетинами визначається, яку частину відрізка потрібно малювати. Алгоритм можна узагальнити до тривимірного випадку. Цей алгоритм значно ефективніший від алгоритму Коена — Сазерленда.
Розробили Лян Юдун і Браян Барський 1984 року і вдосконалили 1992 року.

## Опис
Ідеєю відсікання Ляна — Барського є якомога повніша перевірка перед обчисленням перетину відрізків. Спочатку розглянемо звичайне параметричне рівняння відрізка:
{\displaystyle x=x_{0}+u(x_{1}-x_{0})=x_{0}+u\Delta x\,\!}
{\displaystyle y=y_{0}+u(y_{1}-y_{0})=y_{0}+u\Delta y\,\!}
{\displaystyle u\in [0,1]}
Точка перебуває у вікні відсікання, якщо
{\displaystyle x_{\text{min}}\leq x_{0}+u\Delta x\leq x_{\text{max}}\,\!}
і
{\displaystyle y_{\text{min}}\leq y_{0}+u\Delta y\leq y_{\text{max}}\,\!},
що можна виразити чотирма нерівностями
{\displaystyle up_{k}\leq q_{k},\quad k=1,2,3,4\,\!},
де
{\displaystyle p_{1}=-\Delta x,q_{1}=x_{0}-x_{\text{min}}\,\!} — ліворуч
{\displaystyle p_{2}=\Delta x,q_{2}=x_{\text{max}}-x_{0}\,\!} — праворуч
{\displaystyle p_{3}=-\Delta y,q_{3}=y_{0}-y_{\text{min}}\,\!} — знизу
{\displaystyle p_{4}=\Delta y,q_{4}=y_{\text{max}}-y_{0}\,\!} — згори
- Якщо {\displaystyle p_{k}=0} — відрізок паралельний до однієї з площин відсікання
  - {\displaystyle q_{k}<0} — зовні, відкинути
  - {\displaystyle q_{k}\geq 0} — всередині
- Якщо {\displaystyle p_{k}<0} — ззовні всередину
  - Перетин у: {\displaystyle u=q_{k}/p_{k}}
- Якщо {\displaystyle p_{k}>0} — зсередини назовні
  - Перетин у: {\displaystyle u=q_{k}/p_{k}}

- Для {\displaystyle p_{k}<0} — точка ззовні всередину
  - {\displaystyle r_{k}=q_{k}/p_{k}}
  - {\displaystyle u_{1}=max(r_{k},0)}
- Для {\displaystyle p_{k}>0} — точка зсередини назовні
  - {\displaystyle r_{k}=q_{k}/p_{k}}
  - {\displaystyle u_{2}=min(r_{k},1)}
- Якщо {\displaystyle u_{1}>u_{2},} повністю зовні, відкинути
- Інакше, опрацьовуваний відрізок пролягає у межах {\displaystyle u_{1},u_{2}}

## Реалізація мовою C++
Нижче наведено реалізацію алгоритму мовою C++ з використанням бібліотеки winbgim:
```
// Алгоритм Ляна - Барського відсікання відрізка

#include
<iostream>

#include
<math.h>

#include
<graphics.h>

using
 
namespace
 
std
;

// Функція, що повертає максимум у масиві

float
 
maxi
(
const
 
float
 
arr
[],
 
int
 
n
)
 
{

    
float
 
m
 
=
 
0
;

    
for
 
(
int
 
i
 
=
 
0
;
 
i
 
<
 
n
;
 
++
i
)

        
if
 
(
m
 
<
 
arr
[
i
])

            
m
 
=
 
arr
[
i
];

    
return
 
m
;

}

// Функція, що повертає мінімум у масиві

float
 
mini
(
const
 
float
 
arr
[],
 
int
 
n
)
 
{

    
float
 
m
 
=
 
1
;

    
for
 
(
int
 
i
 
=
 
0
;
 
i
 
<
 
n
;
 
++
i
)

        
if
 
(
m
 
>
 
arr
[
i
])

            
m
 
=
 
arr
[
i
];

    
return
 
m
;

}

void
 
liang_barsky_clipper
(
float
 
xmin
,
 
float
 
ymin
,
 
float
 
xmax
,
 
float
 
ymax
,

                          
float
 
x1
,
 
float
 
y1
,
 
float
 
x2
,
 
float
 
y2
)
 
{

    
// Оголошення зімнних

    
float
 
p1
 
=
 
-
(
x2
 
-
 
x1
);

    
float
 
p2
 
=
 
-
p1
;

    
float
 
p3
 
=
 
-
(
y2
 
-
 
y1
);

    
float
 
p4
 
=
 
-
p3
;

    
float
 
q1
 
=
 
x1
 
-
 
xmin
;

    
float
 
q2
 
=
 
xmax
 
-
 
x1
;

    
float
 
q3
 
=
 
y1
 
-
 
ymin
;

    
float
 
q4
 
=
 
ymax
 
-
 
y1
;

    
float
 
posarr
[
5
],
 
negarr
[
5
];

    
int
 
posind
 
=
 
1
,
 
negind
 
=
 
1
;

    
posarr
[
0
]
 
=
 
1
;

    
negarr
[
0
]
 
=
 
0
;

    
rectangle
(
int
(
round
(
xmin
)),
 
int
(
round
(
467
 
-
 
ymin
)),
 
int
(
round
(
xmax
)),

              
int
(
round
(
467
 
-
 
ymax
)));
 
// Малювання відсікального вікна

    
if
 
((
p1
 
==
 
0
 
&&
 
q1
 
<
 
0
)
 
||
 
(
p3
 
==
 
0
 
&&
 
q3
 
<
 
0
))
 
{

        
outtextxy
(
80
,
 
80
,
 
"Line is parallel to clipping window!"
);

        
return
;

    
}

    
if
 
(
p1
 
!=
 
0
)
 
{

        
float
 
r1
 
=
 
q1
 
/
 
p1
;

        
float
 
r2
 
=
 
q2
 
/
 
p2
;

        
if
 
(
p1
 
<
 
0
)
 
{

            
negarr
[
negind
++
]
 
=
 
r1
;
 
// При від'ємному p1, додаємо r1 до від'ємного масиву

            
posarr
[
posind
++
]
 
=
 
r2
;
 
// і додаємо r2 до додатного масиву

        
}
 
else
 
{

            
negarr
[
negind
++
]
 
=
 
r2
;

            
posarr
[
posind
++
]
 
=
 
r1
;

        
}

    
}

    
if
 
(
p3
 
!=
 
0
)
 
{

        
float
 
r3
 
=
 
q3
 
/
 
p3
;

        
float
 
r4
 
=
 
q4
 
/
 
p4
;

        
if
 
(
p3
 
<
 
0
)
 
{

            
negarr
[
negind
++
]
 
=
 
r3
;

            
posarr
[
posind
++
]
 
=
 
r4
;

        
}
 
else
 
{

            
negarr
[
negind
++
]
 
=
 
r4
;

            
posarr
[
posind
++
]
 
=
 
r3
;

        
}

    
}

    
float
 
xn1
,
 
yn1
,
 
xn2
,
 
yn2
;

    
float
 
rn1
,
 
rn2
;

    
rn1
 
=
 
maxi
(
negarr
,
 
negind
);
 
// Максимум від'ємного масиву

    
rn2
 
=
 
mini
(
posarr
,
 
posind
);
 
// Мінімум додатного масиву

    
if
 
(
rn1
 
>
 
rn2
)
 
{
 
// Відхиляємо

        
outtextxy
(
80
,
 
80
,
 
"Line is outside the clipping window!"
);

        
return
;

    
}

    
xn1
 
=
 
x1
 
+
 
p2
 
*
 
rn1
;

    
yn1
 
=
 
y1
 
+
 
p4
 
*
 
rn1
;
 
// Обчислюємо нові точки

    
xn2
 
=
 
x1
 
+
 
p2
 
*
 
rn2
;

    
yn2
 
=
 
y1
 
+
 
p4
 
*
 
rn2
;

    
setcolor
(
CYAN
);

    
line
(
int
(
round
(
xn1
)),
 
int
(
round
(
467
 
-
 
yn1
)),
 
int
(
round
(
xn2
)),
 
int
(
round
(
467
 
-
 
yn2
)));
 
// Рисование новой линии

    
setlinestyle
(
1
,
 
1
,
 
0
);

    
line
(
int
(
round
(
x1
)),
 
int
(
round
(
467
 
-
 
y1
)),
 
int
(
round
(
xn1
)),
 
int
(
round
(
467
 
-
 
yn1
)));

    
line
(
int
(
round
(
x2
)),
 
int
(
round
(
467
 
-
 
y2
)),
 
int
(
round
(
xn2
)),
 
int
(
round
(
467
 
-
 
yn2
)));

}

int
 
main
()
 
{

    
cout
 
<<
 
"
\n
Liang-Barsky line clipping"
;

    
cout
 
<<
 
"
\n
The system window outlay is: (0,0) at bottom left and (631, 467) at top right"
;

    
cout
 
<<
 
"
\n
Enter the co-ordinates of the window(wxmin, wxmax, wymin, wymax):"
;

    
float
 
xmin
,
 
xmax
,
 
ymin
,
 
ymax
;

    
cin
 
>>
 
xmin
 
>>
 
ymin
 
>>
 
xmax
 
>>
 
ymax
;

    
cout
 
<<
 
"
\n
Enter the end points of the line (x1, y1) and (x2, y2):"
;

    
float
 
x1
,
 
y1
,
 
x2
,
 
y2
;

    
cin
 
>>
 
x1
 
>>
 
y1
 
>>
 
x2
 
>>
 
y2
;

    
int
 
gd
 
=
 
DETECT
,
 
gm
;

    
// Ініціалізація графічного режиму

    
initgraph
(
&
gd
,
 
&
gm
,
 
""
);

    
liang_barsky_clipper
(
xmin
,
 
ymin
,
 
xmax
,
 
ymax
,
 
x1
,
 
y1
,
 
x2
,
 
y2
);

    
getch
();

    
closegraph
();

}

```